# 勘定 (江戸幕府)
勘定（かんじょう）は、江戸幕府における職名の1つ。勘定奉行配下の役人で、奉行 - 勘定組頭 - 勘定 - 支配勘定という序列になっており、執務は主に勘定所で行なった。他に勘定出役という役職もあった。

## 概要
設置時期は不明だが、慶長18年（1613年）には勘定は既に設置されており、また万治・寛文期（1658 - 73年）には上記のような勘定所の役人組織は確立していた。上方と関東で天領を二分支配していたため上方御勘定・関東方御勘定と人員を振り分けられていたが、享保8年（1723年）には両者は統合され勘定奉行による一元支配となった。
人員は、寛永15年（1638年）には12名、享保8年には130名、同18年（1733年）には186名、宝暦11年（1761年）には134名、寛政8年（1796年）に232名、嘉永2年（1849年）には215名とされた。
150俵高で、焼火間（たきびのま）詰。御目見以上の身分の者が就任。部屋住みの身分から勘定になった者へは100俵が与えられた。就任者はそのほとんどが世襲だったが、小普請や支配勘定、徒目付などから勘定になる者もいた。勘定の子が見習となり、その後勘定、勘定組頭と昇進していった。それ以外にも、代官や材木石奉行、蔵奉行、金奉行や、勘定吟味役の属吏など、勘定奉行支配下の役職へと進む者が多かった。その役目柄、筆算の才が必要で、登用の際には吟味が行なわれたが、小普請の中でも才がある者は抜擢を受けて任命されることもあったという。
享保8年に、多忙の時を除き、人数を決めて内寄合日ともに月5日ずつ在宅するように定められた。また、享保・宝暦期には精勤者を書上げるよう命が下された。宝暦4年（1754年）に、普請修復見分の際の「物書料」（遠国出張費）を、関外は20両・関内は15両と定められたが、同6年（1756年）には関外15両・関内10両に減額された。
寛政8年、勘定出役が設置された。